# Front Wielkopolski
Front Wielkopolski – związek operacyjny Wojska Polskiego utworzony na wypadek inwazji wojsk niemieckich dyrektywą Wodza Naczelnego gen. Józefa Piłsudskiego z 22 maja 1919.

## Historia
Wraz ze wzrostem napięcia w stosunkach polsko-niemieckich rosło zagrożenie starcia zbrojnego. Potwierdzała go koncentracja wojsk niemieckich koło Torunia i na Górnym Śląsku, szacowana na 300 tysięcy żołnierzy. Polskie Naczelne Dowództwo przewidywało silne uderzenie Reichswehry na Wielkopolskę oraz mniejsze na Warszawę i Suwałki. W związku z tym postanowiono przeciwstawić tym siłom 4 wyższych związków operacyjnych (frontów). Jednym z nich był Front Wielkopolski, utworzony z Armii Wielkopolskiej, jednak do pełnego jej połączenia z Wojskiem Polskim doszło dopiero w sierpniu 1919. Zamierzano jego siłami uderzyć na Gdańsk i Wrocław.
1 listopada 1919 roku Dowództwo Główne Wojsk Polskich b. zaboru pruskiego, działając na podstawie dekretu Naczelnika Państwa, przystąpiło do formowania Dowództwa Frontu Wielkopolskiego.
W przypadku uderzenia niemieckiego jednostki Frontu miały mieć następujące położenie:
- 2 DSW – Wisła – Krzyż Wielkopolski
- 1 DSW – Puszcza Notecka – Sowin
- 3 DSW – Sowin – Prosna (Wieruszów)

Dodatkowo miał być wydzielony batalion do obrony Częstochowy. Ostatecznie do wybuchu wojny nie doszło (mimo wielu starć granicznych, jak pod Bydgoszczą 6 czerwca, pod Rynarzewem 18 czerwca albo wzajemny ostrzał artyleryjski 1 lipca) i stopniowo jednostki były wysyłane na wschód, a Front Wielkopolski został rozwiązany (wraz z resztą frontów) 23 marca 1920.

## Obsada personalna Dowództwa Frontu 15 listopada 1919 roku
Dowództwo
- dowódca frontu – gen. piechoty Józef Dowbor-Muśnicki
- dowódca frontu – gen. ppor. Wincenty Odyniec (p.o. 16-22 X 1919)
- adiutant dowódcy frontu – rtm. Witold Radecki-Mikulicz
- inspektor artylerii – gen. ppor. Anatol Kędzierski
- inspektor wojsk Technicznych – płk Jan Skoryna
- inspektor sanitarny – gen. ppor. lek. Ireneusz Wierzejewski

Sztab
- szef sztabu – gen. ppor. Jan Wroczyński
- zastępca szefa sztabu – ppłk Radosław Dzierżykraj-Stokalski (p.o. szefa sztabu 16-22 X 1919)
- szef Oddziału I Organizacyjnego – por. Stanek
- szef Oddziału II Informacyjnego – ppor. Szczepanik
- szef Oddziału III Operacyjnego – mjr SG Wzacny
- zastępca szefa Oddziału III Operacyjnego – por. Kazimierz Glabisz
- szef Oddziału IIIa Łączności – ppłk Andrzej Miączyński
- szef Oddziału IIIb Lotnictwo – płk Tadeusz Grochowalski
- szef Oddziału IV Kwatermistrzostwo – ppłk SG Salecki
- szef Oddziału IVa Kolejowego – por. Ruge
- szef Oddziału V Prezydialnego – kpt. SG Ruszczewski

## Ordre de Bataille Frontu
- Dowództwo Frontu Wielkopolskiego
- 1 Dywizja Strzelców Wielkopolskich (do sierpnia)
- 2 Dywizja Strzelców Wielkopolskich (do października)
- 3 Dywizja Strzelców Wielkopolskich
- 4 Dywizja Strzelców Wielkopolskich (sierpień – październik)
- I Wielkopolska Grupa Lotnicza
- grupa odwodowa gen. Konarzewskiego

Łącznie 991 oficerów i 65 417 szeregowych (stan na 5 czerwca)